# 浅野炭鉱
浅野炭鉱（あさのたんこう、1930年3月開業 - 1968年11月20日閉山）は昭和43年11月20日まで操業していた留萌炭田の中心的な炭鉱（浅野財閥）。
北海道雨竜郡沼田町（空知管内）に人口数千人規模の街を形成して、留萠鉄道も敷設されていたが、現在はほぼ無人の廃墟となっている。

## 所在地
雨竜郡沼田町浅野地区・沼田ダム（愛称『ホロピリ湖』）の周辺及び湖底。

## 歴史
- 1905年（明治38年）浅野財閥が試掘権を設定
- 1929年（昭和04年）出炭準備中の10月、留萌港輸送をしていた留萠鉄道が留萠本線恵比島駅から浅野炭鉱まで延伸
- 1930年（昭和05年）3月、浅野雨竜炭鉱開業
- 1940年（昭和15年）出炭量のピークである年間17万5000トンを記録
- 1952年（昭和27年）古河鉱業に営業権譲渡
- 1962年（昭和37年）雨竜炭鉱に営業権譲渡
- 1968年（昭和43年）11月20日　閉山
- 1971年（昭和46年）4月　留萌鉄道廃業

## 関連
- 昭和炭鉱（沼田町）
- ホロピリ湖
- 日本ケミカルコート
- 留萌炭田 達布炭鉱（小平町）、本郷炭鉱、大和田炭鉱（留萌市）、豊平炭鉱（留萌市）